# Buforania rufa
Buforania rufa är en insektsart som beskrevs av Sjöstedt 1920. Buforania rufa ingår i släktet Buforania och familjen gräshoppor. Inga underarter finns listade i Catalogue of Life.